# Numeri primi cugini
In matematica, due numeri primi cugini sono una coppia di numeri primi che differiscono di quattro; si confronti questo con i numeri primi gemelli, coppie di numeri primi che differiscono di due, e i primi sexy, coppie di numeri primi che differiscono di sei. I primi cugini (sequenze A023200 e A046132 in OEIS) inferiori a 1000 sono:
(3, 7), (7, 11), (13, 17), (19, 23), (37, 41), (43, 47), (67, 71), (79, 83), (97, 101), (103, 107), (109, 113), (127, 131), (163, 167), (193, 197), (223, 227), (229, 233), (277, 281), (307, 311), (313, 317), (349, 353), (379, 383), (397, 401), (439, 443), (457, 461), (487, 491), (499, 503), (613, 617), (643, 647), (673, 677), (739, 743), (757, 761), (769, 773), (823, 827), (853, 857), (859, 863), (877, 881), (883, 887), (907, 911), (937, 941), (967, 971)
Da maggio 2009, la più grande coppia di primi cugini conosciuta è (p, p+4) per
p = (311778476·587502·9001#·(587502·9001#+1)+210)·(587502·9001#−1)/35+1
dove 9001# è un primoriale. Tale numero è stato scoperto da Ken David e ha 11594 cifre.
La più grande coppia conosciuta di primi probabili cugini è formata da
474435381 · 298394 − 1
474435381 · 298394 − 5.
Ha 29629 cifre ed è stata scoperta da Angel, Jobling e Augustin. Mentre il primo di questi numeri è stato provato essere primo, non c'è alcun test di primalità conosciuto per determinare se il secondo sia primo o meno.
Dalla prima congettura di Hardy-Littlewood segue che i primi cugini hanno la stessa densità asintotica dei numeri primi gemelli. Una costante analoga della costante di Brun per i primi gemelli può essere definita per i primi cugini, omettendo il termine iniziale (3, 7):
{\displaystyle B_{4}=\left({\frac {1}{7}}+{\frac {1}{11}}\right)+\left({\frac {1}{13}}+{\frac {1}{17}}\right)+\left({\frac {1}{19}}+{\frac {1}{23}}\right)+\cdots }
Usando i primi cugini fino a 242, il valore di B4 è stato stimato da Marek Wolf nel 1996 come
B4 ≈ 1.1970449
Questa costante non deve essere confusa con la costante di Brun per le quadruple di primi, che spesso è anch'essa denotata con B4.